# Zonser Hörspielpreis
Der Zonser Hörspielpreis wird seit 1994 alljährlich im Rahmen der Zonser Hörspieltage von der Stiftung Kulturpflege und Kulturförderung der Sparkasse Neuss in Zusammenarbeit mit dem Internationalen Mundartarchiv „Ludwig Soumagne“ des Rhein-Kreises Neuss für das beste regionale Hörspiel des Jahres verliehen. Die Stiftung hat den Preis mit 2500 Euro dotiert. Ausgezeichnet werden Hörspiele, die in deutschsprachiger Mundart verfasst oder mit deutschsprachigen Mundarten gestaltet sind. Es sind Produktionen, die im vorhergehenden Jahr erstmals gesendet wurden und von den Redaktionen für den Wettbewerb um den Zonser Hörspielpreis eingereicht werden. Eingeladen, sich am Wettbewerb um den Zonser Hörspielpreis zu beteiligen, werden vom Internationalen Mundartarchiv „Ludwig Soumagne“ die öffentlich-rechtlichen Rundfunkanstalten aus der Schweiz, Österreich und Deutschland.
Der Preis wird von einer Fachjury aus dem „Arbeitskreis Regionales Hörspiel“ vergeben, der aus Redakteuren, Regisseuren, Dramaturgen und Autoren von öffentlich-rechtlichen Rundfunkanstalten des deutschsprachigen Raums und unabhängigen Mitgliedern besteht.
Von 2007 bis 2013 ermittelte die Jury außerdem den SchnippZ-Preisträger für den besten regionalen Kurzbeitrag im deutschsprachigen Hörfunk. Der mit 1000 Euro dotierte SchnippZ-Preis wurde von der ARD sowie vom Schweizer Radio und Fernsehen (SRF), vom Österreichischen Rundfunk (ORF) und von der Stiftung Kulturpflege und Kulturförderung der Sparkasse Neuss gefördert.
Seit 2014 ist der mit 1000 Euro dotierte Zonser Darstellerpreis an die Stelle des SchnippZ-Preises getreten. Er ist seit 2019 mit 2000 Euro dotiert. Der beim Wettbewerb um den Zonser Hörspielpreis am meisten beeindruckendste Sprechakt wird von derselben Jury am letzten Tag der Zonser Hörspieltage gewählt. Die feierliche Vergabe an die Darstellerin oder den Darsteller erfolgt im darauffolgenden Jahr gemeinsam mit dem Zonser Hörspielpreis.

## Preisträger

### Zonser Hörspielpreis
- 1994: Dä Sepp Murer wett a sinärä Schweschter Annämarie zum Geburtstag gratäliärä, Autor: Hugo Rendler; Regie: Barbara Schlumpf[4] (DRS)
- 1995: Unter Wasser überzwerch, Autor: Gerhard Altfelix, Regie: Hartmut Kirste (SDR)[5]
- 1996: Dat Callgirl oder Scheherezade mutt starven, Autor: Johann-Dieter Bellmann, Regie: Jochen Schütt (RB/NDR)[6]
- 1997: Chuegloggeglüt, Autor: Ernst Burren; Regie: Geri Dillier, (DRS)[7]
- 1998/99: Zaungäste, Autor: Christoph Hein, Regie: Walter Niklaus, (MDR)[8]
- 2000: Das wahre Leben der Helvetia, Autorin: Katharina Tanner, Regie: Geri Dillier (DRS)[9]
- 2001: Spenderherz, Autor: Torsten Enders, Regie: Joachim Staritz, (MDR)[10]
- 2002: Sonnenwende. Toter Hund, Autor: Holger Böhme, Regie: Joachim Staritz (SFB-ORB/NDR)[11]
- 2003: Graww in de Dannen: SchnappSchuss – De Krimi op Platt 1, Autor: Manfred Brümmer, Regie: Hans Helge Ott (RB/NDR)[12]
- 2004: D'Bremer Stadtmusikante und d'Gschicht vom föifte Bremer, Autor: Max Huwyler, Regie: Geri Dillier, Musik: Roland Schwab, (DRS) (Schweizer Kinder- und Jugendmedienpreis 2003, Medienpreis der SRG idée suisse Zentralschweiz 2004)[13]
- 2005: Biller von tohuus, Autor: Jochen Schimmang, Regie: Hans Helge Ott, (RB/NDR)[14]
- 2006: Boxhagener Platz, Autor: Torsten Schulz, Bearb. und Regie: Gabriele Bigott, (RBB) (Hörspiel des Monats August 2005)[15]
- 2007: Dreihmusik, Autorin: Ursel Meyer, Regie: Georg Bühren (WDR) (Hans-Henning-Holm-Preis 2005)[16]
- 2008: Mein Vater war Siebenbürger, Autor: Wolfgang Martin Roth, Regie: Götz Fritsch, (ORF)[17]
- 2009: Alter Ford Escort dunkelblau, Autor: Dirk Laucke, Regie: Matthias Matschke, (MDR)[18]
- 2010: Alles ist Erpel, Autor: Holger Siemann, Regie: Gabriele Bigott, (RBB) (Hörspiel des Monats Februar 2010)[19]
- 2010 Klemens, Autor: Markus Werner, Regie: Geri Dillier, (DRS)[20]
- 2011: Ick bin nu mal Friseuse, Autorin: Laila Stieler, Regie: Judith Lorentz (RBB)[21]
- 2012: Der Aufstieg und Fall des Siggi S., Autor: Oliver Wnuk, Regie: Mark Ginzler, Komposition: Martin Bezzola, (SWR)[22]
- 2013: Räuberzelle, Autor: Christian Winkler, Regie: Peter Kaizar (ORF)[23]
- 2014: Öber em Tal, Autorin: Rebecca Christine Schnyder, Regie: Reto Ott (SRF)[24]
- 2015: Rogge, Autorin: Helga Bürster, Regie: Hans Helge Ott, (RB/NDR)[25]
- 2016: Altes Land, nach Motiven des gleichnamigen Romans von Dörte Hansen, Bearb. und Regie: Wolfgang Seesko (RB/NDR)[26]
- 2017: Ich ben a beesi Fräü, Autor: Pierre Kretz, Regie: Margret Nonhoff (SRF 2017)[27]
- 2018: Manitu, Autor: Holger Böhme, Regie: Gabriele Bigott (MDR)[28] (Hörspiel des Monats November 2017)[29]
- 2019: Märzengrund, Autor: Felix Mitterer, Regie: Martin Sailer (ORF) (Hörspiel des Jahres 2018)[30]
- 2021: Obsi, Autor: Heinz Stalder, Regie: Päivi Stalder (SRF)[31]
- 2022: Vrloreni Laawa oder Verlorene Leben. Autor Pierre Kretz, Regie: Mark Ginzler (SWR)[32]
- 2023: De Kawentsmann. Niederdeutsches Hörspiel nach Motiven der Geschichte vom Hasen-Ahlers aus dem Stühe, Autorin: Helga Bürster, Regie: Wolfgang Seesko (RB/NDR)[33]

### SchnippZ-Preis
- 2007: Johnny B. Handsome und das Bombodrom von Carla Spies und Thomas Doktor
- 2008: Am Schalter von Monika Maria Pawel, Ö1[34]
- 2009: Es war ein Kind, das wollte nicht essen Beitrag von Guy Krneta, DRS 1[35]
- 2009: Der Buchstabe Franz, Beitrag von Pedro Lenz, DRS 1[35]
- 2010: Ruhrisch, von Fritz Eckenga, WDR
- 2011: Frühstück bei Stefanie von Andreas Altenburg und Harald Wehmeier, NDR
- 2012: Die größten Rätsel Schleswig-Holsteins, Hörspielreihe von Detlev Gröning, NDR 1
- 2012: Heimatkrimi in 90 Sekunden von Florian Hartmann, Bayerischer Rundfunk, BR 1
- 2013: Tanzkultur von Jan Graf, Beitrag in der plattdeutschen Hörfunkreihe Hör mal ’n beten to des NDR[3]

### Zonser Darstellerpreis
- 2014: Uwe Friedrichsen
- 2015: Jeanne Devos
- 2016: Sönke Möhring
- 2017: Walter Andreas Müller
- 2018: Wolfram Berger
- 2019: Jörg Schüttauf
- 2021: Sibylle Mumenthaler
- 2022: Gerti Drassl